# Propaganda
 Denne artikel bør gennemlæses af en person med fagkendskab for at sikre den faglige korrekthed.

Propaganda er et systematisk forsøg på at påvirke folk ved at kommunikere bestemte holdninger, vinkler og perspektiver. Det bruges især om politiske og religiøse idéer.
Ordet kommer af latin propagare = udplante, udbrede, "det, der bør udbredes".
I 1622 grundlagde pave Gregor 15. "la Congregatio de Propaganda Fide" (= den gejstlige orden for udbredelse af den katolske tro) med det formål at udbrede katolicismen.
Propaganda benyttes til at præsentere et budskab som den hele og fulde sandhed, mens den i virkeligheden har en skjult dagsorden. Det kendes fra reklamer.
Propaganda kan udnytte følelser som angst, had, glæde og stolthed. Joseph Goebbels spillede på det tyske folks følelser før og under den anden verdenskrig med opfordring til "den totale krig", mens Churchill i maj 1940 meget realistisk forespejlede sin befolkning "blod, slid, tårer og sved" i den kommende krig.
I 1944 udsendte det norske pressedirektorat under Nasjonal Samling et direktiv om, at "propaganda" fra da af skulle have den modsatte betydning: "Ordet propaganda" benyttes ofte i forkert betydning. Det indskærpes derfor, at ordet kun skal bruges om sand oplysning, mens vore modstanderes virksomhed skal benævnes agitation, hetzkampagne, løgnmeldinger o.l. Ordet "løgnpropaganda" indeholder en selvmodsigelse og skal derfor ikke benyttes." At propaganda skulle defineres som sand oplysning, blev dog af kort varighed.
I 1948 lavede Carl Th. Dreyer en propagandafilm om trafiksikkerhed for Rådet for Sikker Trafik, som hed De nåede færgen.